# Andrius Baltuška
Andrius Baltuška (Leningrado, 26 de novembro de 1971) é um físico lituano.
Baltuška estudou física na Universidade de Vilnius e depois na Universidade de Amsterdã, e obteve um doutorado na Universidade de Groningen em 2000. Após ocupar cargos de pós-doutoramento na Universidade de Tóquio, Universidade Técnica de Viena e Instituto Max Planck de Óptica Quântica, tornou-se professor da Universidade Técnica de Viena em 2006.

## Prêmios
- 2006 Prêmio Lieben[1]